# КНДР на летних Олимпийских играх 1992
КНДР принимала участие в Летних Олимпийских играх 1992 года в Барселоне (Испания) в четвёртый раз за свою историю, и завоевала четыре золотые и пять бронзовых медалей. Сборная страны состояла из 64 спортсменов (36 мужчин, 28 женщин). КНДР бойкотировала предыдущие олимпийские игры в Лос-Анджелесе и Сеуле.

## Медалисты
| Медаль | Спортсмен           | Вид спорта            | Дисциплина                |
| ------ | ------------------- | --------------------- | ------------------------- |
| Золото | Чхве Чхоль Су       | Бокс                  | Мужчины, до 51 кг         |
| Золото | Ким Иль Ён          | Вольная борьба        | Мужчины, до 48 кг         |
| Золото | Ли Хак Сон          | Вольная борьба        | Мужчины, до 52 кг         |
| Золото | Пэ Гиль Су          | Спортивная гимнастика | Мужчины, конь             |
| Бронза | Ли Гван Сик         | Бокс                  | Мужчины, до 54 кг         |
| Бронза | Ким Ён Сик          | Вольная борьба        | Мужчины, до 57 кг         |
| Бронза | Ким Мён Нам         | Тяжёлая атлетика      | Мужчины, до 75 кг         |
| Бронза | Ли Бун Хи           | Настольный теннис     | Женщины, одиночный разряд |
| Бронза | Ли Бун Хи Ю Сун Бок | Настольный теннис     | Женщины, парный разряд    |

## В филателии
20 декабря 1992 года КНДР выпустила серию из 4 почтовых марок и малого листа «Победители XXV Олимпийских игр», на которых изображены победители Олимпиады-1992 от КНДР: Чхве Чхоль Су, Пэ Гиль Су, Ли Хак Сон и Ким Иль Ён (Sc #3164-3168).